# فالفرد (اغوير دا بيرا)
فالفرد (بالبرتغالية: Valverde (Aguiar da Beira)‏) هي freguesia of Portugal تقع في البرتغال في Aguiar da Beira Municipality. يقدر عدد سكانها بـ 203 نسمة ومساحتها 6.9 كم2 .